# Eirik Kvalfoss
Eirik Kvalfoss (n. 25 decembrie 1959, Voss (comună), Hordaland, Norvegia) este un biatlonist ce a reprezentat Norvegia, medaliat olimpic. A participat la 3 ediții ale Jocurilor Olimpice (1984, 1988, 1992) în care a câștigat o medalie de aur, o medalie de argint și o medalie de bronz.